# Dagens helt
|  | For en amerikanske stumfilm af sammenavn, se Dagens helt (film fra 1917) |
Dagens helt er en dansk kortfilm fra 1989, der er instrueret af Søren Fauli efter manuskript af ham selv og Nikolaj Scherfig.

## Handling
En buschauffør får pludselig chancen for at blive dagens helt. Da han kører en lille pige, der af en ukendt er blevet frelst fra druknedøden, til hospitalet, tror pressen, at det er buschaufføren, der er redningsmanden. Han har altid brændende ønsket sig at blive respekteret af sin kone, af kollegerne, som altid laver grin med ham, og nu er chancen der for at få al den opmærksomhed, han længes efter.